# 문명론의 개략

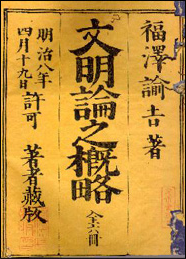

문명론의 개략은 후쿠자와 유키치가 1875년 지은 책으로 서양과 일본의 문명을 비교하고 있다.

## 책의 목차
제1권
- 제1장 - 논의의 기준을 정할 것
- 제2장 - 서양의 문명을 목표로 할 것
- 제3장 - 문명의 참뜻을 논함

제2권
- 제4장 - 일국 인민의 지덕을 논함
- 제5장 - 앞의 논의의 속

제3권
- 제6장 - 지덕의 변

제4권
- 제7장 - 지덕이 시행되어야 할 때와 장소를 논함
- 제8장 - 서양문명의 유래

제5권
- 제9장 - 일본문명의 유래

제6권
- 제10장 - 자국의 독립을 논함

1931년 이시카와 칸메이의 해제를 기초로 하여 최초로 이와나미 문고본으로 도쿄에서 출판되었다.